# وزارة البيئة (فنلندا)
وزارة البيئة (بالفنلندية: umpirösministeriö) هي واحدة من 12 وزارة في مجلس الدولة الفنلندي. هذه الوزارة مسؤولة عن إعداد المسائل القانونية المتعلقة بالمجتمعات والبيئات المبنية والإسكان والتنوع البيولوجي وتستخدم للاستخدام المستدام للموارد الطبيعية وحماية البيئة في فنلندا. ويعمل لدى وزارة البيئة الفنلندية 250 موظفًا.
يشمل الفرع الإداري لوزارة البيئة المعهد الفنلندي للبيئة (SYKE) ومركز البيئة الفنلندي لتطوير وتمويل الإسكان (ARA). تغطي وزارة البيئة، في نطاق مهامها وعملها، مراكز التنمية الاقتصادية ومراكز النقل والبيئة للتنمية المستدامة في البلاد. كما تقدم الوزارة التوجيه والمساعدة المالية للمتنزهات والحياة البرية في فنلندا.

## تاريخ
أنشأت فنلندا وزارة البيئة في عام 1983. وفي عام 2014، تمت مناقشة دمج وزارة البيئة مع وزارة الزراعة والغابات. وقد تم ذلك
كاي ميكانين من حزب الائتلاف الوطني هو الوزير الحالي لهذه الوزارة.